# Rettungsmedaille (Lippe)
Die Rettungsmedaille wurde am 25. Mai 1888 durch den Fürsten Günther Friedrich Woldemar per Verordnung gestiftet und konnte an alle Personen gleich welchen Geschlechts verliehen werden, die sich durch entschlossene und mutige Handlung, ohne Rücksicht auf eine Gefahr, für Rettung des Lebens oder Eigentums anderer hervorgetan haben.
Die silberne Medaille zeigt das lippische Wappenschild und darüber die Fürstenkrone. Umlaufend WOLDEMAR FÜRST ZUR LIPPE 1888. Rückseitig mit einer Doppelschleife zusammengebunden ein Eichenkranz, darin die Inschrift FÜR RETTUNG AUS GEFAHR.
Das Ordensband ist kornblumenblau.
Mit der Abdankung des Fürsten Leopold IV. zur Lippe am 11. November 1918 wurde der Orden nicht mehr verliehen und stattdessen von der Lippischen Landesregierung am 12. Mai 1925 neu gestiftet.
Die Medaille ist aus versilberter Bronze und zeigt auf der Vorderseite mittig die Lippische Rose, darüber umlaufend * LAND * LIPPE * und darunter zwei gekreuzte Lorbeerzweige. Auf der Rückseite ist, von einem Lorbeerkranz umgeben, die Inschrift FÜR RETTUNG AUS GEFAHR zu lesen.
Das Ordensband ist rot gelb.